# Bulyea
Bulyea es un pueblo canadiense situado en la provincia de Saskatchewan.

## Superficie
Bulyea tiene una superficie de 1,26 km².

## Demografía
En 2021, tenía 121 habitantes, una densidad poblacional de 95,8 hab./km², y 64 viviendas.